# Roberto Silvera
Pour les articles homonymes, voir Silvera.
Roberto Carlos Silvera dit Perro, né le 30 janvier 1971 , est un arbitre uruguayen de football, qui officie internationalement depuis 2003.

## Carrière
Il a officié dans des compétitions majeures : 
- Copa Sudamericana 2006 (finale aller)
- Copa Sudamericana 2009 (finale aller)
- Recopa Sudamericana 2010 (match aller)
- Copa América 2011 (2 matchs)